# Julia Rehwald
Julia Rehwald (* 22. November 1995 in Sacramento, Kalifornien) ist eine US-amerikanische Schauspielerin.

## Leben
Julia Rehwald wuchs gemeinsam mit einem älteren Bruder und einer jüngeren Schwester in Sacramento auf. Sie hat väterlicherseits deutsche und mütterlicherseits philippinische Vorfahren.
Nach ihrem High-School-Abschluss zog Rehwald nach New York City, wo sie seither lebt und an einer Schauspielschule ihre Schauspielausbildung absolvierte. Die 1,65 m große Rehwald war zudem einige Zeit lang als Model tätig und war in dieser Funktion in Katalogen abgebildet sowie in Werbespots zu sehen. Im Jahr 2017 wirkte sie als Schauspielerin vor der Kamera erstmals in einem Kurzfilm mit. Einem breiten Publikum bekannt wurde sie im Jahr 2021 vor allem durch ihre Rolle als ‚Kate Schmidt‘ in der Fear-Street-Filmtrilogie.

## Filmografie
- 2017: Where is Darren (Kurzfilm)
- 2019: Mukbang Masarap (Kurzfilm)
- 2021: Fear Street – Teil 1: 1994
- 2021: Fear Street – Teil 2: 1978
- 2021: Fear Street – Teil 3: 1666
- 2023: Alethea (Podcast-Serie)
- 2024: The Last Hurrah (Kurzfilm)